# Tōyō
Tōyō (東洋町?) è una cittadina giapponese della prefettura di Kōchi.